# Hans Krause (Offizier)
Hans Friedrich Karl Krause (* 12. April 1864 in Lübben (Spreewald); † 6. Mai 1927 in Misdroy) war ein preußischer Generalmajor.

## Leben
Krause war ein Sohn des Postdirektors Friedrich Ludwig Krause und seine Ehefrau Emma Louise Krause, geborene Tätzelt. Am 6. Mai 1864 wurde er in der evangelischen Kirche in Lübben getauft. Er hatte einen jüngeren Bruder Otto Carl Krause (* 12. August 1870; † 5. April 1909 in Hannover).
Nach dem Schulbesuch trat Krause in die Preußische Armee ein und erhielt am 18. September 1886 das Patent als Sekondeleutnant. In den folgenden Jahren tat er Dienst im Pommerschen Pionier-Bataillon Nr. 2. In den 1890er Jahren war er in Magdeburg stationiert und stand als Premierleutnant bei der 2. Ingenieur-Inspektion. Am 14. April 1907 wurde Krause unter Beförderung zum Major zur Dienstleistung in das Kriegsministerium in Berlin versetzt. Anschließend kam er als Kommandeur des Samländischen Pionier-Bataillons Nr. 18 nach Königsberg. Danach war er Ingenieuroffizier vom Platz der Festung Metz West bei der 4. Ingenieur-Inspektion.
Zum 1. Oktober 1913 wurde Krause zum Oberstleutnant und während des Ersten Weltkriegs am 18. August 1915 zum Oberst befördert. Am 14. März 1918 erfolgte seine Ernennung zum Kommandeur der 90. Reserve-Infanterie-Brigade an der Westfront, die er über das Kriegsende bis zum 2. April 1919 befehligte. Krause trat dann als Generalmajor in den Ruhestand.

## Ehe und Familie
Krause heiratete am 8. November 1895 in Magdeburg in der evangelischen Kirche der Garnisonsgemeinde Frieda Dorothea von Schlemmer (1876–1927), eine Tochter des Hauptmanns Kurd Oskar von Schlemmer und seiner Ehefrau Wanda Friederika, geborene Bormann.
Aus der Ehe gingen die Söhne Kurd Friedrich (1897–1934) und Fritz (1900–1944) hervor. Kurd wurde wie der Vater Pionieroffizier und stieg bis zum Oberleutnant auf. In den 1920er und 1930er Jahren lebte er in Berlin. Später trat Krause in die NSDAP und in die SA ein und wurde am 1. Juli 1934 im Zuge der Massenexekutionen im Rahmen der Röhm-Affäre in der Kaserne der Leibstandarte Adolf Hitler in Berlin-Lichterfelde von einem SS-Peloton erschossen.